# برايان ماكي
برايان ماكي هو لاعب هوكي الجليد كندي، ولد في 13 ديسمبر 1964 في Willowdale, Toronto ‏ في كندا.

## وصلات خارجية
- برايان ماكي على موقع دوري الهوكي الوطني (الإنجليزية)
- برايان ماكي على موقع EliteProspects.com (الإنجليزية)
- برايان ماكي على موقع HockeyDB.com (الإنجليزية)